# Jean Ruiz
Jean Ruiz (sinh ngày 6 tháng 4 năm 1998) là một cầu thủ bóng đá chuyên nghiệp người Pháp thi đấu ở vị trí Tiền vệ cho câu lạc bộ Pau.

## Sự nghiệp
Ruiz bắt đầu sự nghiệp với Sochaux ở Ligue 2, trước khi chuyển đến Sion ở Thụy Sĩ ngày 17 tháng 7 năm 2019.
Vào ngày 1 tháng 1 năm 2022, anh gia nhập Boulogne theo dạng cho mượn đến cuối mùa giải.
Vào tháng 6 năm 2022, Ruiz kí hợp đồng với Pau.

## Thống kê sự nghiệp

### Câu lạc bộ
Tính đến trận đấu diễn ra ngày 7 tháng 1 năm 2022
| Câu lạc bộ         | Mùa giải           | Giải vô địch                          | Giải vô địch | Giải vô địch | Cúp Quốc gia | Cúp Quốc gia | Cúp Liên đoàn | Cúp Liên đoàn | Khác    | Khác      | Tổng cộng | Tổng cộng |
| Câu lạc bộ         | Mùa giải           | Hạng đấu                              | Số trận      | Bàn thắng    | Số trận      | Bàn thắng    | Số trận       | Bàn thắng     | Số trận | Bàn thắng | Số trận   | Bàn thắng |
| ------------------ | ------------------ | ------------------------------------- | ------------ | ------------ | ------------ | ------------ | ------------- | ------------- | ------- | --------- | --------- | --------- |
| Sochaux B          | 2014–15            | Championnat de France Amateur         | 12           | 0            | —            | —            | —             | —             | —       | —         | 12        | 0         |
| Sochaux B          | 2015–16            | Championnat de France Amateur         | 17           | 0            | —            | —            | —             | —             | —       | —         | 17        | 0         |
| Sochaux B          | 2016–17            | Championnat de France Amateur 2       | 11           | 0            | —            | —            | —             | —             | —       | —         | 11        | 0         |
| Sochaux B          | 2017–18            | Championnat National 3                | 3            | 2            | —            | —            | —             | —             | —       | —         | 3         | 2         |
| Sochaux B          | 2018–19            | Championnat National 3                | 1            | 0            | —            | —            | —             | —             | —       | —         | 1         | 0         |
| Sochaux B          | Tổng cộng          | Tổng cộng                             | 44           | 2            | —            | —            | —             | —             | —       | —         | 44        | 2         |
| Sochaux            | 2016–17            | Ligue 2                               | 9            | 0            | 0            | 0            | 3             | 0             | —       | —         | 12        | 0         |
| Sochaux            | 2017–18            | Ligue 2                               | 23           | 1            | 3            | 2            | 0             | 0             | —       | —         | 26        | 3         |
| Sochaux            | 2018–19            | Ligue 2                               | 16           | 0            | 3            | 0            | 0             | 0             | —       | —         | 19        | 0         |
| Sochaux            | Tổng cộng          | Tổng cộng                             | 48           | 1            | 6            | 2            | 3             | 0             | —       | —         | 57        | 3         |
| Sion               | 2019–20            | Giải bóng đá vô địch quốc gia Thụy Sĩ | 18           | 0            | 2            | 0            | —             | —             | —       | —         | 20        | 0         |
| Sion               | 2020–21            | Giải bóng đá vô địch quốc gia Thụy Sĩ | 16           | 0            | 2            | 0            | —             | —             | —       | —         | 18        | 0         |
| Sion               | 2021–22            | Giải bóng đá vô địch quốc gia Thụy Sĩ | 1            | 0            | 0            | 0            | —             | —             | —       | —         | 1         | 0         |
| Sion               | Tổng cộng          | Tổng cộng                             | 35           | 0            | 4            | 0            | —             | —             | —       | —         | 39        | 0         |
| Boulogne (mượn)    | 2021–22            | Championnat National                  | 1            | 0            | 0            | 0            | —             | —             | —       | —         | 1         | 0         |
| Tổng kết sự nghiệp | Tổng kết sự nghiệp | Tổng kết sự nghiệp                    | 128          | 3            | 10           | 2            | 3             | 0             | 0       | 0         | 141       | 5         |